# Margaret Cooper (infirmière)
Margaret Jean Drummond Cooper (23 mars 1922 – 15 septembre 2013) était une infirmière et formatrice anglaise. Elle a développé l'idée que les connaissances théoriques doivent être appliquées à la formation pratique, et voulait améliorer la formation des infirmières et leurs compétences. Cooper a occupé le poste de tutrice au Northampton General Hospital et à l'Hôpital d'Addenbrooke puis devient directrice de l'École des soins infirmiers de la Reine Elizabeth.

## Biographie

### Jeunesse
Cooper est né le 23 mars 1922. Elle est la fille aînée de Canon Bernard et Jean Cooper, et a été élevé à Oadby. Cooper avait deux sœurs. Elle a étudié à l' École de sainte-Marie et sainte-anne (aujourd'hui appelé Abbots Bromley l'École).

### Carrière
Cooper a terminé sa formation d'une infirmière au Leicester Royal Infirmary, où elle a obtenu une médaille d'or en tant que meilleure élève de l'hôpital. Elle suivit plus tard la formation de sage-femme au General Lying-In Hospital. Cooper a commencé l'éducation en soins infirmiers à l'Hôpital Middlesex en tant que tutrice. Une bourse Nightingale lui subventionna le déplacement vers la Scandinavie ou elle visita plusieurs instituts de formation en soins infirmiers. Au cours de cette période, Cooper développa l'idée que les connaissances théoriques doivent être appliquées parallèlement à la formation pratique, ce qui permettrait aux infirmières afin d'améliorer leur compréhension de leurs rôles dans le Service National de Santé. Elle se fixe l'objectif d'amélioration des compétences et de la formation des infirmières au Royaume-Uni.
En tant que directrice de l'École des soins infirmiers de la Reine Elisabeth, Cooper développa un nouveau programme d'études qui mêlait les compétences pratiques infirmières, qui étaient supervisées par formateurs en clinique, avec l'étude de connaissances théoriques. Elle occupa le poste de responsable en chef de l'éducation pour le Conseil des soins infirmiers d'Angleterre et du pays de Galles de 1974 à 1982. Cooper porta son programme auprès du Conseil. En 1980, elle reçut l'ordre de l'empire britannique pour services rendus à la formation infirmière. Cooper a également été président de la Guilde de Saint-Barnabé pour les Infirmières, qui offrait aux infirmière un soutien spirituel.

### Fin de vie et mort
Elle prit sa retraite à Saffron Walden, Essex. Cooper obtint un diplôme de l'Université Ouverte, et fit du bénévolat en accompagnement du deuil auprès d'un organisme de bienfaisance appelé Cruse. En 1998, elle écrivit un livre appelé le Meilleur et Le Pire de Soins lors de la Récupération de l'Avc pour la Commission Royale pour les Soins de Longue durée des personnes Âgées. Sa santé se détériorant et ayant perdu la vue, elle passa ses dernières années dans une maison de retraite à Gerrards Cross, dans le Buckinghamshire. Cooper est morte le 15 septembre 2013.